# Anapeltis megalophylla
Anapeltis megalophylla là một loài thực vật có mạch trong họ Polypodiaceae. Loài này được (Desv.) Pic. Serm. miêu tả khoa học đầu tiên năm 1977.